# Талус
Талус је недиференцирано тело биљака талофита (нижих биљака). Оно није изграђено од ткива и на њему се не могу разликовати органи. Према старој систематици све биљке које имају овако грађено тело груписане су у талофите (Thallophyta) у које су убрајане:
- бактерије;
- алге;
- гљиве и
- лишаји.

Према садашњој систематици та подела је превазиђена, пошто су ове четири групе организама разврстане у три-четири засебна царства па тиме и појам талофита све више губи на значају.